# 李胤
李 胤（り いん、? - 282年）は、西晋の司徒。字は宣伯。幽州遼東郡襄平県の人。祖父は李敏、父は李信。同母弟に牽嘉。息子に李固（萬基）、李真長、李修、娘に李氏（馮播の妻）、李氏（邢喬の母）、孫に李志（彦道）。他に親族の女子が、司馬炎の三夫人九嬪の一人に列せられた。中国系高句麗人の唐の官僚・軍人の李隠之・李懐父子は、李胤の子孫。

## 生涯
祖父の李敏は公孫度を避けて海で行方知らずとなり、父の李信は20年探すも見つからず、（李敏と同年だった）隣家の葬儀に合わせて喪に服した。その後、徐邈から「後継を残さない以上の不孝はないよ」と妻帯を勧められ、李胤が生まれた。しかし、嫡子が生まれると母は離縁され、また父も喪中のような生活を続けたため憂いも深く数年で死去してしまった。母は牽招と再婚し、李胤は孤児となったが、物心がつき父の事を知ると食事を減らし父を悼み、喪礼にそって生活した。また祖父の生死が不明であったため、（祖父の代わりとして）木主を設えてこれに仕えた。これによって孝心を知られるようになった。李胤は容貌質素にして物静かであったが、知識は深く言葉は道理に沿っていた。
初め、遼東郡に仕えて上計掾となり、幽州に招かれて部従事、治中、さらに孝廉にあげられ鎮北将軍に参与し、後に楽平侯相に遷った。中央に入ると尚書郎、中護軍司馬を務めた。李胤は清簡な政治を重視したが、吏部郎に任じられると、同様に清く公平な人物を選出した。後に関中侯を賜り、安豊太守に遷った。
司馬昭は李胤を召して大将軍の従事中郎に任じ、御史中丞（監察・弾劾を司る）に遷ると、慎み深く正直であるため百官は恐れ憚った。景元4年（263年）、征蜀が開始されると西中郎将となり、関中の諸軍事を督した。その後は河南尹となり広陸伯に封じられた。
泰始の初め（265年～）に尚書を拝し、爵位が進んで侯となった。さらに吏部尚書僕射から、泰始中に母の喪により（実務の無い）金紫光禄大夫を拝した。その後、太子少傅に遷ると、「李胤は忠允高亮にして曲がらない節度があるため、司隷校尉を兼任せよ」と詔が下った。「監察される者が監察者を兼ねるのはよろしくありません」と上表したが、武帝・司馬炎は二職とも忠賢の者が必要である、と彼の申し出を却下した。
咸寧の初め（271年～）、皇太子・司馬衷が東宮に移動すると、司隷校尉は重責であり、少傅は朝から晩まで教導の任務があり、李胤の負担が大きすぎるという理由で、侍中に転じ特進を加えられた。しかしその後にわかに尚書令に遷った（侍中、特進は変わらず）。
李胤は内外の職を歴任したが、家は貧しく子供の薬を買う金もなかった。帝はこれを聞くと十万銭を贈った。咸寧4年（275年）、司徒に丞相の役職を加え、李胤をそれに任じた。地位にあること5年、簡潔明瞭で重々しい職務態度を称賛された。
咸寧6年（280年）に呉が平定されると、大臣らの勲功を労うべく昇進の沙汰があったが、李胤は上疏して断った。しかし、帝は聞き入れず、侍中を派遣して教え諭し、また彼の上表を受け取らくなったため、しぶしぶこれに従った。
太康三年（282年）に死去すると、御史が遣わされ葬儀を取り仕切り、諡は「成」といった。また帝は皇太子の舎人・王賛に弔辞を書かせ、さらに「故司徒・李胤と故太常・彭灌は二人とも忠義に厚く清貧であり、身が没すると家に余財は無い。そこで李胤の家に二百万銭と穀物千斛、彭灌の家はその半分を下賜する」と詔が下った。長子の李固はすでに死去していたため、孫の李志が爵位を継承した。